# آغوز ترش‌شده
آغوز ترش شده یکی از خوراک‌های مایع است که برای تغذیه گوساله مصرف می‌شود. اغلب آغوز اضافی جمع‌آوری شده از دوشیدن اولیه گاو بعد از زایش را، برای این تهیه آغوز ترش شده‌استفاده می‌کنند. استفاده از آغوز ترش برای دامدارانی که ۵۰ رأس یا بیشتر گاو شیری دارند و گاوهای آن‌ها در طول سال به صورت یکنواخت زایش دارند، مفید است. چنانچه آغوز ترش شده به‌طور صحیح رقیق شود، خوراک عالی خواهد بود. نتایج استفاده از آن بر افزایش وزن روزانه، مانند استفاده از شیر کامل یا جایگزین‌های دیگر شیر است.

## طرز تهیه
بهترین درجه حرارت برای تهیه آغوز ترش بین ۸۰ - ۶۰ درجه فارنهایت است. ترش شدن به آهستگی انجام می‌گیرد و دردمای بیش از ۸۰ درجه فارنهایت سریعتر انجام می‌گیرد و در نتیجه میکروبهای نامطلوب می‌توانند سریع رشد کرده و باعث خراب شدن محصول شوند. ظروف حاوی آغوز ترش شده نباید درمعرض تابش مستقیم نور قرار دارد.

## نگهداری
ظروف پلاستیکی ۲۰ لیتری برای نگهداری آغوز مناسب است. از پلاستیک‌های غیرقابل مصرف برای پوشاندن لایه داخلی ظروف، می‌توان استفاده کرد زیرا با این عمل به راحتی می‌توان این ظروف را تمیز نمود. پس از پر شدن ظرف با آغوز، در پوش آن را می‌گذارند و برای ترش شدن آماده می‌کنند.
درپوش ظرف حاوی آغوز در حال ترش شدن، باید به خوبی محکم وسفت شده باشد، تا ازنشت آغوز به بیرون یا نفوذ حشرات موذی به داخل آن جلوگیری شود. در چنین حالتی نیاز به هم زدن آغوز نیست ولی زمان استفاده از آن برای مخلوط شدن چربی، لخته و آب برای تهیه مخلوط یکنواخت باید هم زده شود.
آغوز ترش شده را نباید بیش از ۳۰ - ۱۴ روز نگهداری کرد. بهترین روش نگهداری آغوز ترش شده، ریختن آن درظرف کوچکی است که در مدت یک ماه خالی بوده‌است.
بسیاری از مردم مقدار کمی اسید خوراکی به عنوان نگهدارنده ظرفهای حاوی آغوز ترش شده اضافه می‌کنند. این عمل باعث جلوگیری از ضایع شدن و ایجاد بوی بد در آغوز ترش می‌شود و در ضمن برای مدت طولانی تری می‌توان این محصول را نگهداری نمود. ظروف آغوز ترش قبل از پرشدن، به‌طور کامل شسته وضد عفونی شوند. قارچهای تشکیل شده بر روی سطح مواد ترش شده و کناره‌های ظرف باید پاک شود.

## منبع
- ماهنامه ترویجی سبزینه - شماره هفتم